# Litoria rueppelli
Litoria rueppelli är en groddjursart som först beskrevs av Oskar Boettger 1895.  Litoria rueppelli ingår i släktet Litoria och familjen lövgrodor. IUCN kategoriserar arten globalt som sårbar. Inga underarter finns listade i Catalogue of Life.